# 포천우체국
포천우체국(抱川郵遞局)은 대한민국 과학기술정보통신부 우정사업본부 경인지방우정청 소속의 우편물 취급기관이다. 경기도 포천시 중앙로 159(신읍동 202-12)에 있다.

## 연혁
- 1905년 8월 10일: 포천임시우편소로 개소
- 1920년 3월 16일: 포천우체국으로 개칭
- 1971년 12월 15일: 사무관국으로 승격
- 1994년 9월 1일: 청사개축 이전(포천시 신읍동 202-12번지)
- 2001년 5월 1일: 직제변경에 따라 영업과,우편물류과, 마케팅지원실로 개편
- 2001년 7월 2일: 대진대학교우편취급소 개국[1]
- 2003년 7월 10일: 직제변경에 따라 마케팅지원실을 경영지도실로 명칭 변경
- 2004년 7월 1일: 송우우체국을 포천송우우체국으로, 영북우체국을 포천영북우체국으로, 일동우체국을 포천일동우체국으로, 가산우체국을 포천가산우체국으로, 경기내촌우체국을 포천내촌우체국으로, 관인우체국을 포천관인우체국으로, 경기군내우체국을 포천군내우체국으로, 경기신북우체국을 포천신북우체국으로, 경기창수우체국을 포천창수우체국으로 명칭 변경[2]
- 2010년 11월 8일: 우편구역을 다음과 같이 고시[3]

| 배달국         | 배달구역                                                                              |
| -------------- | ------------------------------------------------------------------------------------- |
| 포천우체국     | 포천시 동교동 · 선단동 · 설운동 · 신읍동 · 어룡동 · 자작동 · 군내면 · 신북면 · 창수면 |
| 포천내촌우체국 | 내촌면                                                                                |
| 포천영북우체국 | 영북면 · 영중면 · 관인면                                                              |
| 포천일동우체국 | 일동면 · 이동면 · 화현면                                                              |
| 포천송우우체국 | 소흘읍 · 가산면                                                                       |

- 2014년 1월 1일: 우편구역을 다음과 같이 고시[4]

| 배달국         | 배달구역                                                                                                | 구역번호                          |
| -------------- | --- | --------------------------------- |
| 포천우체국     | 포천시 전지역 (단, 내촌면 · 영북면 · 영중면 · 관인면 · 일동면 · 이동면 · 화현면 · 소흘읍 · 가산면 제외) | 11132 ~ 11163 (11157 일부)        |
| 포천내촌우체국 | 내촌면                                                                                                  | 11188 ~ 11192                     |
| 포천영북우체국 | 영북면 · 영중면 · 관인면                                                                                | 11100 ~ 11110 11126 ~ 11131       |
| 포천일동우체국 | 일동면 · 이동면 · 화현면                                                                                | 11110 ~ 11125                     |
| 포천송우우체국 | 소흘읍 · 가산면                                                                                         | 11164 ~ 11187 (11157, 11163 일부) |

- 2015년 7월 1일: 서기관국 승격
- 2018년 1월 2일: 포천관인우체국 점심시간 휴무 실시[5]
- 2018년 11월 22일: 부대 해체로 인해 제103군사우편출장소 폐국[6]

## 관할 우체국
| 우체국명             | 사진 | 주소                                              | 비고                                                       |
| -------------------- | ---- | ------------------------------------------------- | ---------------------------------------------------------- |
| 대진대학교우편취급국 |      | 경기도 포천시 호국로 1007                         | 2001년 7월 2일 신설                                        |
| 제103군사우편출장소  |      | 경기도 포천시                                     | 2018년 11월 22일 폐국                                      |
| 포천가산우체국       |      | 경기도 포천시 가산면 선마로 225(마산리 594-5)     | 2004년 7월 1일 가산우체국에서 명칭 변경                    |
| 포천관인우체국       |      | 경기도 포천시 관인면 창동로 1844(탄동리 533)      | 2004년 7월 1일 관인우체국에서 명칭 변경 점심시간 휴무 실시 |
| 포천군내우체국       |      | 경기도 포천시 군내면 청군로 3278(구읍리 214)      | 별정우체국 2004년 7월 1일 경기군내우체국에서 명칭 변경     |
| 포천내촌우체국       |      | 경기도 포천시 내촌면 포천로 15(내리 465-7)        | 2004년 7월 1일 경기내촌우체국에서 명칭 변경                |
| 포천선단우편취급국   |      | 경기도 경기 포천시 호국로 1005                    |                                                            |
| 포천송우우체국       |      | 경기도 포천시 소흘읍 솔모루로 105(송우리 221-1)   | 2004년 7월 1일 송우우체국에서 명칭 변경                    |
| 포천신북우체국       |      | 경기도 포천시 신북면 포천로 2152(심곡리 305-1)    | 별정우체국 2004년 7월 1일 경기신북우체국에서 명칭 변경     |
| 포천영북우체국       |      | 경기도 포천시 영북면 운천로 45(운천8리 523-10)    | 2004년 7월 1일 영북우체국에서 명칭 변경                    |
| 포천영중우체국       |      | 경기도 포천시 영중면 양문로6길 6 (양문리 772-19)  |                                                            |
| 포천이동우체국       |      | 경기도 포천시 이동면 화동로 2058-5(장암리 240-23) |                                                            |
| 포천일동우체국       |      | 경기도 포천시 일동면 화동로 1068(기산리 82-7)     | 2004년 7월 1일 일동우체국에서 명칭 변경                    |
| 포천창수우체국       |      | 경기도 포천시 창수면 옥수로 103(주원리 286-6)     | 별정우체국 2004년 7월 1일 경기창수우체국에서 명칭 변경     |

## 조직
- 영업과
- 우편물류과
- 경영지도실